# Carminoir
Carminoir ist eine Rotweinsorte, eine Neuzüchtung der Agroscope Changins-Wädenswil  Schweiz aus Blauburgunder mit Cabernet Sauvignon aus dem Jahr 1982.
Die Sorte ist botrytisfest und reift so spät wie der Cabernet Sauvignon, ist somit nur für gute und beste Lagen geeignet.
Bei mäßigem Ertragsniveau und reifen Trauben lassen sich kräftige, farbintensive und tanninreiche Weine erzeugen, deren Aroma als sehr komplex beschrieben wird. Kleine Bestände sind in der Schweiz bekannt. (9,4 Hektar, Stand 2007, Quelle: Office fédéral de l'agriculture OFAG)
Siehe auch den Artikel Weinbau in der Schweiz sowie die Liste von Rebsorten.
Synonyme: keine
Abstammung: Blauburgunder x Cabernet Sauvignon